# Hedyotis terminaliflora
Hedyotis terminaliflora är en måreväxtart som beskrevs av Elmer Drew Merrill och Woon Young Chun. Hedyotis terminaliflora ingår i släktet Hedyotis och familjen måreväxter. Inga underarter finns listade i Catalogue of Life.